# 都司站
都司站位于中華人民共和國山东省菏泽市牡丹区都司集乡，是京九铁路的一座火车站，等级为四等站，距北京西站567公里，距常平站1748公里，本站及相邻上下行区间均为电气化区段。车站建于1996年，只办理货运，不办理客运业务。